# All Saints and St. Nicholas, South Elmham
All Saints and St. Nicholas, South Elmham är en civil parish i distriktet East Suffolk i grevskapet Suffolk i England. Den har 233 invånare (2011).